# Volvamos a empezar
Volvamos a empezar es el quinto disco de estudio de Melendi, y el primero con Warner Music. Se caracteriza por dejar de lado la rumba flamenca, enfocándose en su lugar en el rock. En la portada se aprecia al cantante desnudo, con únicamente una hoja de parra que cubre su zona genital, simbolizando el mito religioso de Adán y Eva, mientras que la contraportada aparece totalmente desnudo, dejando ver su trasero.

## Lista de canciones
| N.º | Título                                                          | Duración |  |
| 1.  | «Barbie de extrarradio»                                         | 3:36     |  |
| 2.  | «Llueve»                                                        | 4:00     |  |
| 3.  | «Somos»                                                         | 3:46     |  |
| 4.  | «Volvamos a empezar»                                            | 3:56     |  |
| 5.  | «Entre la ropa sucia de Cupido»                                 | 4:19     |  |
| 6.  | «Mi ley»                                                        | 3:06     |  |
| 7.  | «Melancolemia»                                                  | 4:13     |  |
| 8.  | «Canción de amor caducada»                                      | 4:09     |  |
| 9.  | «Perdóname ángel»                                               | 4:09     |  |
| 10. | «El parto»                                                      | 3:45     |  |
| 11. | «Corazón de peón»                                               | 3:54     |  |
| 12. | «Cierra los ojos»                                               | 8:20     |  |
| 13. | «Qué dura la vida de la musa» (Tema extra Reedición)            | 3:01     |  |
| 14. | «Amigos de la crisis» (Tema extra Reedición)                    | 3:49     |  |
| 15. | «El límite» (Tema extra Reedición. Versionando a "La Frontera") | 3:51     |  |
| 16. | «Hoy» (Tema extra Reedición. Versionando a "El Hombre Gancho")  | 4:18     |  |

## Posicionamiento en listas
| Listas (2010)       | Mejor posición |
| ------------------- | -------------- |
| España (PROMUSICAE) | 1              |